# SARS-CoV-2
El SARS-CoV-2, o coronavirus 2 de la síndrome respiratòria aguda greu, inicialment anomenat 2019-nCov, és un tipus de coronavirus (gènere betacoronavirus) que va ser detectat per primer cop el desembre de 2019 (és, per tant, un virus emergent) i que és el causant de la COVID-19. Té una similitud del 70% amb el virus de la SARS (SARS-CoV), del qual es considera una soca. És contagiós entre humans i n'ha originat la pandèmia iniciada a la ciutat xinesa de Wuhan a finals del 2019.
El seu genoma està format per una única cadena ARN i se'l classifica com virus d'ARN monocatenari positiu. La primera seqüència genètica fou aïllada d'un pacient afectat per pneumònia a Wuhan i a partir d'aquí en seguiren moltes més.

## Esdeveniments
El descobriment es va fer en tractar diverses persones de la ciutat de Wuhan, Xina, afectades de pneumònia. Les autoritats xineses van informar el 31 de desembre de 2019 sobre 27 casos.
L'origen de la infecció es va localitzar inicialment en un mercat d'animals vius de la mateixa ciutat, que havia sigut el primer gran focus, però estudis posteriors van concloure que el virus havia de tenir altres orígens fora del mercat. El gener de 2020 les autoritats xineses van posar la ciutat de Wuhan en quarantena, prohibint als seus habitants sortir-ne o desplaçar-se. Dies posteriors es van aïllar fins a 10 ciutats, sumant un total de 33 milions de persones en quarantena.
El gener de 2020 es van confirmar els primers casos fora de la Xina, detectant-se primer a Tailàndia i Japó i posteriorment se'n van detectar a Corea del Sud, Taiwan, Vietnam, Singapur, els EUA i més properament a França. La taxa de mortalitat s'ha establert en un 2.9% sobre 842 casos confirmats.
El dia 23 de gener es va reunir el Comitè d'Emergències del Reglament Sanitari Internacional de l'Organització Mundial de la Salut (OMS), que va concloure que, de moment, la malaltia no constituïa una emergència de salut pública mundial i va enviar una missió pluridisciplinària a treballar sobre el terreny.
El dia 23 de febrer Itàlia prohibeix l'accés i la sortida d'11 municipis pel COVID-19, sumant fins a 50.000 persones confinades. S'aixeca el confinament el 8 de març del 2020, però s'imposen en el mateix decret unes mesures més restrictives que afecten a 16 milions de persones i 14 províncies
A data del 27 de febrer s'havien registrat 82.738 casos confirmats, dels quals, 78.514 casos dins de la Xina, amb 2.814 defuncions.
El 15 de febrer es va detectar el primer confirmat a Espanya.
El nombre d'infectats va anar creixent i el virus es va anar estenent per tots els països.

## Clínica
A més dels pacients asimptomàtics o poc simptomàtics, sol aparèixer febre (o febreta), fatiga, tos seca i sensació de falta d'aire. Els casos més greus poden resultar en pneumònia que pot evolucionar a síndrome del destret respiratori amb insuficiència respiratòria, trastorns de coagulació, cardiopaties, síndrome d'alliberament de citocines, disfunció multiorgànica, xoc sèptic i mort.

## Virologia

### Infecció
Hi ha transmissió d'humà a humà del virus. Aquesta ocorre primàriament mitjançant gotetes de l'alè respiratori en estossecs i esternuts en un rang d'uns 2 metres. També és possible a partir de superfícies contaminades. Estudis preliminars indicarien que el virus roman viable en plàstic i acer fins a 3 dies, però no sobreviuria més d'1 dia en cartó o 4 hores sobre coure.
El sabó el desactiva i és preferible a altres desinfectants per aplicar sobre la pell.
S'ha trobat ARN viral en femtes de pacients, fet que no descartaria també una transmissió per via fecal-oral.
Hi ha encara debat si és possible el contagi durant el període d'incubació, que pot ser d'entre 2 i 14 dies (al voltant de 5 de mitjana).
Alguns grups han estimat un ritme de reproducció bàsic (R0) d'entre 3 i 5 (cada persona infectada pot infectar-ne de 3 a 5 de mitjana), mentre que altres l'han estimat entre 1.4 i 3.8. S'ha comprovat que el virus es pot contagiar en cadenes de fins a 4 individus.

### Reservori i zoonosi
Els principals sospitosos de ser els reservoris del virus són animals vius venuts al mercat majorista de marisc de Huanan a Wuhan, ja que els primers humans infectats pel virus eren treballadors del mercat i, per tant, estaven fortament exposats al contacte amb diversos animals. En el brot de SARS del 2003 també es va identificar un mercat d'animals com el lloc d'inici de l'epidèmia.
Arran de l'epidèmia de SARS del 2003, es van identificar i seqüenciar diversos coronavirus procedents de ratpenats, principalment de la família dels rinolòfids. El SARS-CoV-2 és d'aquest grup i dos coronavirus identificats el 2015 i 2017 presenten una similitud del 80% amb el nou virus. També es va identificar un tercer coronavirus amb una semblança del 96%.
Un estudi de metagenòmica publicat el 2019 indicava que els SARSr-CoV (del qual el SARS-CoV-2 n'és una soca) era l'espècie de coronavirus més abundant en una mostra de pangolins malais. El 7 de febrer 2020 un grup d'investigaors de Guangzhou van descobrir una mostra de pangolí amb una seqüència d'àcid nucleic «99% idèntica» a la del SARS-CoV-2. No obstant això, al final es va aclarir que aquesta identitat només es referia a un domini d'unió al receptor de la proteïna S del virus i no a tot el genoma. Aquest fet contrasta amb els coronavirus que s'havien trobat abans en civetes, que sí compartien gran identitat amb el SARS-CoV, fet que portà a llur matança massiva després l'anterior epidèmia de SARS del 2002 al 2004. Els pangolins estan protegits per la llei xinesa, però eren igualment capturats i distribuïts il·legalment per suplir l'encara existent demanda de medicina tradicional xinesa.
Diversos estudis apunten que el SARS-CoV-2 és producte d'una transmissió entre espècies originat per la zoonosi d'una soca de coronavirus relacionats amb la Síndrome respiratòria aguda greu de ratpenat (SARSr-CoV RaTG13) que va fer el salt als humans mitjançant un pangolí com a hoste intermedi.

### Filogenètica i taxonomia

Genoma del virus SARS-CoV-2

### Biologia estructural

Il·lustració de l'estructura bidimensional de SARS-CoV-2.

Cada virió del SARS-CoV-2 és aproximadament de 50–200 nanòmetres de diàmetre. Com altres coronavirus, el SARS-CoV-2 té 4 proteïnes estructurals, conegudes com a proteïnes S (espiga), E (embolcall), M (membrana) i N (nucleocàpsida); la proteïna N manté el genoma de l'ARN, i les proteïnes S, E i M creen l'embolcall viral. La proteïna de l'espiga, que s'ha fotografiat a nivell atòmic mitjançant microscòpia electrònica criogènica, és la proteïna responsable de permetre que el virus s'enganxi a la membrana d'una cèl·lula hoste.
Experiments de modelat de proteïnes sobre la proteïna espiga del virus aviat van suggerir que SARS-CoV-2 té una afinitat suficient amb els receptors de l'enzim 2 (ACE2) que converteixen l'angiotensina en cèl·lules humanes per utilitzar-los com a mecanisme d'entrada de virions. El 22 de gener de 2020, un grup de la Xina que treballava amb el genoma del virus complet i un grup dels Estats Units que utilitzava mètodes de genètica inversa de manera independent i demostraven experimentalment que l'ACE2 podia actuar com a receptor del SARS-CoV-2. Els estudis han demostrat que el SARS-CoV-2 té una afinitat més alta per l'ACE2 humà que la soca del virus SARS original. El SARS-CoV-2 també pot utilitzar basigina per obtenir entrada de cèl·lules.
La preparació inicial de la proteïna espiga mitjançant proteasa transmembrana, la serina 2 (TMPRSS2) és essencial per a l'entrada de SARS-CoV-2. Després que un virió de SARS-CoV-2 s'uneixi a una cèl·lula diana, la proteasa de la cèl·lula TMPRSS2 obre la proteïna de l'espiga del virus, exposant un pèptid de fusió. El virió després allibera ARN a la cèl·lula, obligant a la cèl·lula a produir còpies del virus que es difonen per infectar més cèl·lules. El SARS-CoV-2 produeix almenys tres factors de virulència que afavoreixen el vessament de nous virions a partir de cèl·lules hostes i inhibeixen la resposta immune.

## Classificació
Ordre Nidovirales
- Família Coronaviridae
  - Subfamília Orthocoronavirinae (coronavirus)
    - Gènere Betacoronavirus; espècie tipus: Murine coronavirus
      - Subgènere Sarbecovirus
        - Espècie Coronavirus relacionats amb la Síndrome respiratòria aguda greu (SARSr-CoV)[51]
          - SARS-CoV (causant de la SARS en humans)
          - SARS-CoV-2 (causant de la COVID-19 en humans)
          - Soca de rat-penat SL-CoV-WIV1
          - Soca de rat-penat SARSr-CoV HKU3
          - Soca de rat-penat SARSr-CoV RP3